# جورجي بالاكشين
جورجي بالاكشين (بالروسية: Георгий Русланович Балакшин)‏ (مواليد 6 مارس 1980) هو ملاكم روسي، مثّل بلاده في الألعاب الأولمبية الصيفية في دورتي 2004 و2008.

## روابط خارجية
جورجي بالاكشين على موقع أوليمبيديا (الإنجليزية)